# جامعة أهل البيت
جامعة أهل البيت في كربلاء هي جامعة أكاديمية أهلية، ذات شخصية معترف بها رسمياً من قبل وزارة التعليم العالي والبحث العلمي العراقية.
تم استحداثها من قبل مؤسسة الصادق خلال عام 2003 م
.

## نبذة عن الجامعة
جامعة أهل البيت عليهم السلام في كربلاء هي جامعة أكادمية أهلية، ذات شخصية معترف بها رسمياً من قبل وزارة التعليم العالي والبحث العلمي العراقية.
تم استحداثها من قبل مؤسسة الصادق خلال العام 2003 م، وتضم ثلاث كليات قابلة للزيادة وهي كلية القانون، كلية الآداب، كلية العلوم الإسلامية. وهي تعد أول جامعة أهلية أستحدثت عشية التغيير السياسي في العراق في 9/4/2003 م على صعيد العراق وصعيد محافظة كربلاء الواقعة على بعد 100كم جنوب العاصمة بغداد وتقع الجامعة على بعد 3.5 كم عن الحرم الحسيني الشريف. والجامعة هي عضو اتحاد الجامعات العربية.

## الأهداف
- اعداد الكوادر البشرية الكفوءة والمؤهلة بدرجة البكالوريوس في عدد من الاختصاصات المعرفية.
- أشاعة قيم العلم، والإيمان، والحوار الحضاري ونشر الثقافة الإسلامية، ونشر البحوث والدراسات العلمية.
- استقطاب الكوادر التدريسية الكفوءة واستثمار خبرتها للارتقاء العلمي. تأهيل وتنمية الطاقات الشابة من خلال اقامة الدورات التأهيلية والتطويرية.
- المساهمة في تنشيط الحركة البحثية العلمية على الصعيد المحلي والقطري والدولي.
- تعزيز وتبادل العلاقات الثقافية بين المؤسسات التعليمية والبحثية الوطنية والدولية.

## الهيكل الإداري
هيكلية الجامعة ترتبط الجامعة بوزارة التعليم العالي والبحث العلمي العراقية بواسطة جهاز الاشراف والتقويم العلمي.
يتولى مجلس الجامعة المؤلف من رئيس الجامعة وعمداء كليات الجامعة وممثل وزارة التعليم العالي والبحث العلمي وممثل الجهة المؤسسة وممثل التدريسين، رسم السياسة العلمية والإدارية والمالية وخطط القبول السنوية. ويقوم المجلس بممارسة اختصاصته المنصوص عليها في المادة 13 من قانون الجامعات والكليات الاهلية رقم 13 لسنة 1996 وتعديلاته.
يتولى رئيس الجامعة تسيير شؤونها والسعي نحو تحقيق اهداف الجامعة.

## وحدات الجامعة
تم افتتاح عدد من الوحدات والمراكز من أبرزها:
- وحدة الشؤون القانونية والإدارية
- وحدة الشؤون المالية، وحدة التسجيل
- مركز الدراسات والبحوث
- مركز الحاسوب والإنترنت
- وحدة العلاقات العامة
- وحدة قواعد البيانات
- وحدة الشؤون الهندسية
- المكتبة المركزية للجامعة.

## كليات الجامعة
كليات الجامعة تشتمل الجامعة على سبعة كليات حاليا هي:
1- كلية طب الأسنان
2-كلية الصيدلة
3- كلية التقنيات الطبية والصحية:
1. قسم تقنيات المختبرات الطبية
2. قسم تقنيات التخدير
3. قسم تقنيات البصريات

4- كلية القانون،
5- كلية الآداب:
1. قسم اللغة إنكليزية
2. قسم اللغة العربية
3. قسم الصحافة.

6- كلية العلوم الإسلامية.
1. قسم السياحة الدينية
2. قسم الفقه وأصوله
3. قسم علوم القرآن والتربية الإسلامية.

7-كلية التربية الرياضية والعلوم البدنية
والاستعدادات جارية لتحقيق خطة التوسع في استحداث كلية الطب، وكلية التقنيات الزراعية، وكلية المعلوماتية.

## شروط التسجيل
يشترط في المتقدم للقبول في كليات الجامعة:
- ان يكون حائزاً على شهادة الدراسة الاعدادية للفرع الادبي أو العلمي أو ما يعادلها.
- ان لا يقل معدل المتقدم في الدراسة الاعدادية عن درجة 60% مع خضوعه للتنافس.
- خالياً من الأمراض السارية والمعدية بموجب تقرير فحص طبي تقوم به الجامعة.
- تسديد الاجور الدراسية بالكيفية والوقت الذي تقررها الجامعة.
- التعهد بتنفيذ التوجيهات الصادرة عن الجامعة.

## مؤسس الجامعة
د. محسن باقر محمد صالح القزويني
- الولادة:1951/ كربلاء
- الشهادة: دكتوراه /1995
- التخصص العام: الدراسة الإسلامية
- التخصص الدقيق: الفكر السياسي الإسلامي
- الجامعة المتخرج منها: جامعة الإمام الإوزاعي الكلية: الدراسات الإسلامية
- الدولة المانحة: جمهورية لبنان
- التقدير: جيد جداً
- عدد البحوث المنجزة والمنشورة: ثلاثون عدد
- المؤلفات المطبوعة: سبعة عشر، وهي:

1. آفاق المستقبل في العالم الإسلامي.
2. آفاق المستقبل في العراق.
3. القرن الواحد والعشرون.
4. دولة الرسول.
5. دولة الامام علي.
6. السيرة النبوية.
7. الإدارة والنظام الإداري عند الامام علي.
8. القضاء والنظام القضائي عند الامام علي.
9. الفكر الاقتصادي في نهج البلاغة.
10. المدخل إلى علوم نهج البلاغة.
11. علوم نهج البلاغة.
12. الفكر السياسي في نهج البلاغة.
13. الشورى والديمقراطية بين الشريعة والقانون الوضعي.
14. الشخصية الإسلامية: دراسة تربوية في الصحيفة السجادية.
15. ثورة الامام الحسين دراسة في التكوين.
16. السيدة سكينة بين حقائق التأريخ وأوهام المؤرخين.
17. العراق ما بعد الاستبداد.

- المخطوطات:

1. تأريخ كربلاء السياسي.

- اخر منصب:

1. ممثل مؤسسة الصادق في مجلس جامعة أهل البيت / كربلاء
2. عميد كلية الشريعة الإسلامية/ جامعة أهل البيت العالمية / لندن،
3. عضو الجمعية الوطنية العراقية،
4. عضو لجنة صياغة الدستور العراقي.

## الموقع الإلكتروني
www.abu.edu.iq
جامعة أهل البيت عليهم السلام